# Dąbrowa (Obojna)
Dąbrowa – część wsi Obojna położona w Polsce,  w województwie podkarpackim, w powiecie stalowowolskim, w gminie Zaleszany.
W latach 1975–1998 Dąbrowa należała administracyjnie do województwa tarnobrzeskiego.